# Paul Deman
Paul Deman (Rekkem, 25 aprile 1889 – Outrijve, 29 luglio 1961) è stato un ciclista su strada belga, fu il primo storico vincitore del Giro delle Fiandre. Particolarmente adatto alle dure corse in linea del Nord Europa si aggiudicò anche una Parigi-Roubaix.

## Carriera
Intraprese l'attività ciclistica a partire dal 1909 come indipendente, mettendosi subito in luce, arrivando terzo nella Liegi-Bastogne-Liegi. Nel 1911 prese parte al suo primo Tour de France, come "turista" al seguito della corsa, concludendolo tredicesimo e vincendo la speciale categoria di appartenenza. In quella stagione vinse anche due criterium in Belgio e fu sesto ai Campionati belgi di ciclismo su strada. 

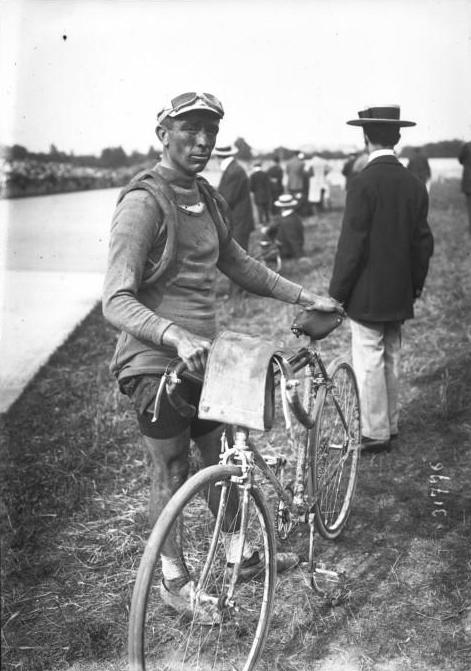
Paul Deman al Tour de France del 1913

Nel 1913 prese parte alla prima storica edizione del Giro delle Fiandre, al termine di una corsa di oltre trecento chilometri riuscì a battere tutti i trentasette partecipanti diventando quindi il primo vincitore della "corsa dei muri". Prese parte anche al Tour riuscendo a piazzarsi in diverse frazioni fra i primi; in particolare nella settima tappa con arrivo a Perpignano giunse secondo battuto solo dal connazionale Marcel Buysse, questo secondo posto sarà il suo miglior piazzamento in una tappa della Grande Boucle. 
La stagione successiva lo vide trionfare nella Bordeaux-Parigi, massacrante corsa in linea di oltre cinquecento chilometri, e concludere terzo la classifica generale del Giro del Belgio.
Lo scoppio della prima guerra mondiale pose temporaneamente fine alla sua carriera.
Durante la grande guerra arruolato nell'esercito belga svolse il ruolo di corriere, ma venne impiegato anche in attività di spionaggio, e per questo fu catturato dai tedeschi e condannato a morte tuttavià sarà liberato dagli americani prima che la sua esecuzione potesse avere inizio. Le missioni svolte in guerra gli permisero di ottenere anche numerose onorificenze militari.
Terminato il conflitto tornò alle competizioni come indipendente riuscendo a raggiungere ancora grandissime affermazioni nelle classiche del nord, e aggiudicandosi la Parigi-Roubaix nel 1920 e la Parigi-Tours nel 1923.
Dopo il ritiro avvenuto definitivamente nel 1924 svolse il lavoro di costruttore di biciclette e motociclette.

## Palmarès
- 1909 (Saphir Cycles, otto vittorie)

Etoile Carolorégienne
2ª tappa Giro del Belgio Indipendenti (Menen > Bruges)
3ª tappa Giro del Belgio Indipendenti (Bruges > Lovanio)
4ª tappa Giro del Belgio Indipendenti (Lovanio > Verviers)
5ª tappa Giro del Belgio Indipendenti (Verviers > Namur)
6ª tappa Giro del Belgio Indipendenti (Namur > Gosselies)
7ª tappa Giro del Belgio Indipendenti (Gosselies > Harelbeke)
Classifica generale Giro del Belgio Indipendenti
- 1910 (Saphir Cycles, una vittoria)

Bruxelles-Liegi
- 1913 (Automoto, due vittorie)

Etoile Carolorégienne
Giro delle Fiandre
- 1914 (Alcyon, una vittoria)

Bordeaux-Parigi
- 1920 (individuale, una vittoria)

Parigi-Roubaix
- 1923 (O. Lapize, due vittorie)

Parigi-Tours
2ª tappa Bordeaux-Marsiglia

### Altri successi
- 1911

Classifica generale indipendenti Tour de France
Sint-Eloois-Vijve (criterium)
Sint-Truiden (criterium)

## Piazzamenti

### Grandi giri
- Tour de France

1911: 13º
1913: 14º
1914: ritirato (9ª tappa)
1923: ritirato (6ª tappa)

### Classiche monumento
- Giro delle Fiandre

1913: vincitore
1924: 4º
- Parigi-Roubaix

1912: 10º
1913: 14º
1914: 31º
1920: vincitore
1921: 6º
1922: 4º
1924: 7º
- Liegi-Bastogne-Liegi

1909: 3º